# Yuki Muto
Yuki Muto (武藤 雄樹 Mutō Yūki?), född 7 november 1988, är en japansk fotbollsspelare som spelar för Urawa Red Diamonds.
Muto debuterade för Japans landslag den 2 augusti 2015 i en 2–1-förlust mot Nordkorea.